# Destination Management Company
Una Destination Management Company o DMC è un'azienda che si occupa dell'organizzazione di servizi logistici per il turismo per vacanza e per affari.
Si tratta di aziende solitamente localizzate direttamente sul posto stesso, che si occupano di organizzare tutti i servizi a terra e, talvolta anche i voli domestici o nazionali di linea oppure schedati (ovvero dove compagnie private usano una programmazione giornaliera o più volte a settimana) specializzandosi su un determinato territorio del quale godono di un'approfondita conoscenza, la quale può essere a livello provinciale, regionale o nazionale. Forniscono prenotazioni alberghiere, trasporti, tour, escursioni, organizzazione di eventi e quant'altro necessario. Differiscono dai tour operator ed agenzie di viaggio limitandosi su una regione o nazione particolare, in alcuni casi su più paesi, ma sempre legati ad un continente in tal caso. 
Un operatore DMC quindi è uno specialista che riesce a fornire pacchetti e servizi individuali collegati al turismo, meeting convention, congressi, pacchetti viaggi (disponendo di assicurazioni proprie stipulate in loco) nelle destinazioni sulle quali è specializzato. Un DMC è spesso partner di tour operator, ma non vende solo ai Tour Operator ed Agenzie di Viaggio come una volta, oggi i DMC vendono a qualunque tipologia di cliente, anche quello privato.